# Saint-Georges-de-Rouelley

Saint-Georges-de-Rouelley este o comună în departamentul Manche, Franța. În 1 ianuarie 2022 avea o populație de 529 de locuitori.